# Karl Schneider (Politiker, 1952)

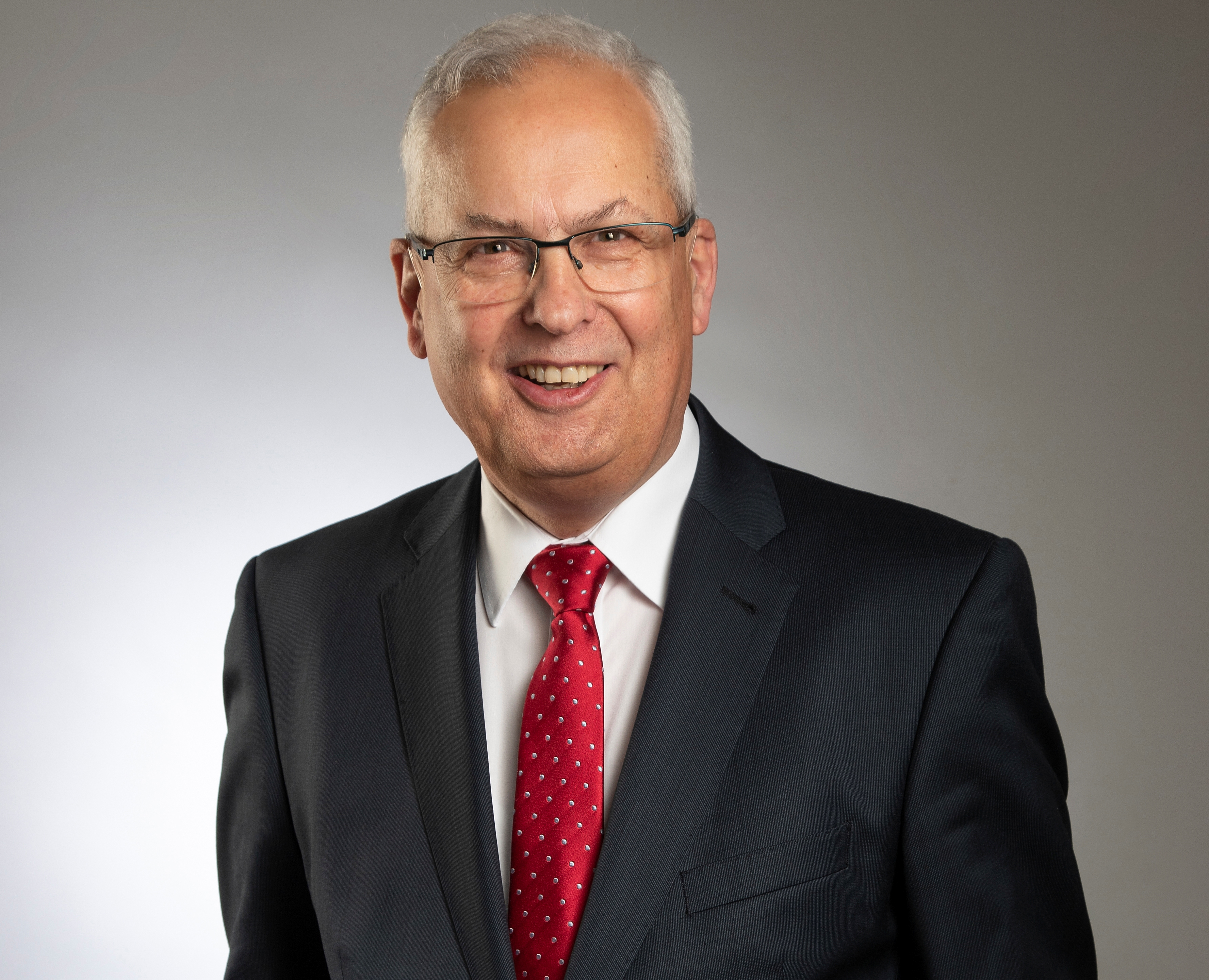
Karl Schneider (2019)

Karl Schneider (* 13. Februar 1952) ist ein deutscher Politiker der CDU. Seit dem 1. Oktober 2005 ist er hauptamtlicher Landrat des Hochsauerlandkreises.

## Leben und Beruf
Schneider absolvierte eine Lehre als Industriekaufmann. Anschließend studierte er Betriebswirtschaftslehre an der Universität-Gesamthochschule Siegen. Nach dem erfolgreichen Abschluss 1975 als graduierter Betriebswirt und 1978 als Diplom-Kaufmann war er bis 1982 als Mitarbeiter am Lehrstuhl für Betriebswirtschaftslehre der Universität Siegen tätig. Im Jahr 1981 promovierte er zum Dr. rer. pol mit einer Arbeit über die Determinanten des Personalbedarfs. Von 1982 bis 1983 war er Bank-Trainee in Düsseldorf; danach war er bis zur Wahl zum hauptamtlichen Landrat im Jahre 2005 bei der Falke-Gruppe beschäftigt. Er ist seit März 2002 Vizepräsident der Industrie- und Handelskammer Arnsberg. Schneider wohnt in Schmallenberg.

## Politische Laufbahn
Schneider engagierte sich in der Jungen Union und war dort von 1968 bis 1987 Mitglied im Kreisvorstand, stellvertretender Kreisvorsitzender, Kreisvorsitzender und von 1978 bis 1986 Mitglied im Landesvorstand. Mitglied der CDU ist Schneider ebenfalls seit 1968. Von 1987 bis 2006 Vorsitzender des CDU-Stadtverbandes Schmallenberg, seit 1989 Mitglied im Kreistag des Hochsauerlandkreises und hier von 1999 bis 2005 Fraktionsvorsitzender der CDU-Fraktion. Seit dem 1. Oktober 2005 ist Schneider hauptamtlicher Landrat.

## Privat
Schneider ist verheiratet und hat eine erwachsene Tochter.